# 衡二
衡二（半人马座μ，μ Cen）是半人马座的一颗蓝-白B型亚巨星，平均视星等为+3.47，距离地球约527光年。
它是一颗仙后γ型变星，其星等在+2.92到+3.47之间波动。衡二（半人马座μ）与衡一（半人马座ν）以及半人马座φ组成了人马座的右侧。